# Шошдеа (Караш-Северин)
Шошдеа (рум. Șoșdea) насеље је у Румунији у округу Караш-Северин у општини Маурени. Oпштина се налази на надморској висини од 123 m.

## Прошлост
По "Румунској енциклопедији" место се први пут помиње 1369. године.
Аустријски царски ревизор Ерлер је 1774. године констатовао да место припада Брзавском округу, Чаковачког дистрикта. Становништво је било претежно влашко. Године 1797. ту су пописана два православна свештеника Поповића. Пароси, поп Михаил (рукоп. 1764) и поп Константин (1785) служили су се само румунским језиком.
Током 19. века место је било спахилук породице Астри. Њен представник Георги Астри набавио је 1841. године једну српску књигу, у друштву са другим спахијама.

## Становништво
Према подацима из 2002. године у насељу је живело 916 становника.

### Попис2002.
| Расподела становништва по националности 2002.‍ | Расподела становништва по националности 2002.‍ | Расподела становништва по националности 2002.‍ | Расподела становништва по националности 2002.‍ | Расподела становништва по националности 2002.‍ |
| --------------------------------------------- | --------------------------------------------- | --------------------------------------------- | --------------------------------------------- | --------------------------------------------- |
|                                               |                                               |                                               |                                               |                                               |
| Румуни                                        | Румуни                                        |                                               | 903                                           | 98,9%                                         |
| Мађари                                        | Мађари                                        |                                               | 5                                             | 0,5%                                          |
| Срби                                          | Срби                                          |                                               | 5                                             | 0,5%                                          |